# Barichneumon mitra
Barichneumon mitra är en stekelart som först beskrevs av Cameron 1897.  Barichneumon mitra ingår i släktet Barichneumon och familjen brokparasitsteklar. Inga underarter finns listade.